# لشکر ۳۶ پیاده (کره جنوبی)
لشکر ۳۶ پیاده کره جنوبی (کره‌ای: 제۳۶향토보병사단) لشکر پیاده‌نظام نیروی زمینی جمهوری کره و تحت امر فرماندهی عملیات زمینی کره جنوبی است، که در سال ۱۹۵۵ تأسیس شد.
لشکر ۳۶ پیاده یک تشکیلات نظامی از ارتش جمهوری کره است. این لشکر تابع فرماندهی عملیات زمینی است و ستاد مرکزی آن در شهر وونجو، استان گانگوون قرار دارد. در زمان صلح، آنها مسئول دفاع از استان مرکزی و جنوبی گانگوون هستند. این لشکر همچنین مسئول آموزش استخدام و کنترل سیل هستند.